# Łukasz Hołubowski
Łukasz Hołubowski (ur. 1980 w Białymstoku) – polski menedżer i urzędnik państwowy, w latach 2016–2017 prezes Agencji Rynku Rolnego, w 2017 zastępca dyrektora generalnego Krajowego Ośrodka Wsparcia Rolnictwa.

## Życiorys
Absolwent politologii na Uniwersytecie Warszawskim (2004). Współpracował jako trener w European Institute of Public Administration. Pracował jako wykładowca w Wyższej Szkole Finansów i Zarządzania w Białymstoku oraz Okręgowej Izbie Radców Prawnych w Białymstoku, a także w administracji publicznej. Należy do Association of Certified Anti-Money Laundering Specialists. Przez wiele lat pracował jako menedżer projektów i zespołów, specjalizując się w zapobieganiu terroryzmowi i przeciwdziałaniu praniu brudnych pieniędzy, a także finansach. 16 lutego 2016 powołany na stanowisko szefa ARR. 1 września 2017 urząd uległ likwidacji, a Hołubowski przestał pełnić stanowisko. Jednocześnie z połączenia ARR i ANR powstał Krajowy Ośrodek Wsparcia Rolnictwa, w którym w 2017 pełnił funkcję zastępcy dyrektora generalnego. W 2019 był prezesem spółki akcyjnej Inowrocławskie Kopalnie Soli „Solino”. Następnie od stycznia 2020 był dyrektorem Departamentu Nadzoru Właścicielskiego I w Ministerstwie Aktywów Państwowych. Następnie od kwietnia 2020 został wiceprezesem spółki E003B7 Sp. z o.o. odpowiadającej za realizację kontraktu na budowę nadkrytycznej elektrowni w Jaworznie o mocy 910MW, a we wrześniu tego samego roku został prezesem Rafako Engineering.
Członek wielu rad nadzorczych zarówno w spółkach publicznych, jak i prywatnych – EuRoPol Gaz, Digi Tree, Skriware.
Prywatnie walczy jako szermierz. Medalista Mistrzostw Polski w szermierce (złoto, brąz). Członek Szermierczej Kadry Narodowej, wielokrotny uczestnik Mistrzostw i Pucharów Świata, obecnie Członek Zarządu Polskiego Związku Szermierki.